# Séneçon aquatique
Jacobaea aquatica
Espèce
Classification phylogénétique
Le séneçon aquatique (Jacobaea aquatica) est une plante à fleurs de la famille des Asteraceae.
Son nom scientifique accepté fut longtemps Senecio aquaticus Hill mais des travaux, notamment ceux de Pelser & Meijden en 2005, tendent à prouver que cette espèce et d'autres font bien partie d'un genre, Jacobaea, distinct de Senecio.

## Description
C'est une plante herbacée vivace. Son aspect général est assez proche du celui du Séneçon de Jacob, mais les ligules sont plus larges.

### Caractéristiques
- Organes reproducteurs
  - Couleur dominante des fleurs : jaune
  - Période de floraison : juillet-août
  - Inflorescence : corymbe de capitules
  - Sexualité : hermaphrodite
  - Ordre de maturation : protandre
  - Pollinisation : entomogame, autogame
- Graine
  - Fruit : akène
  - Dissémination : anémochore
- Habitat et répartition
  - Habitat type : prairies médioeuropéennes, hygrophiles de niveau topographique moyen, psychroatlantiques, fauchées
  - Aire de répartition : européen occidental

Données d'après : Julve, Ph., 1998 ff. - Baseflor. Index botanique, écologique et chorologique de la flore de France. Version : 23 avril 2004.

## Références externes

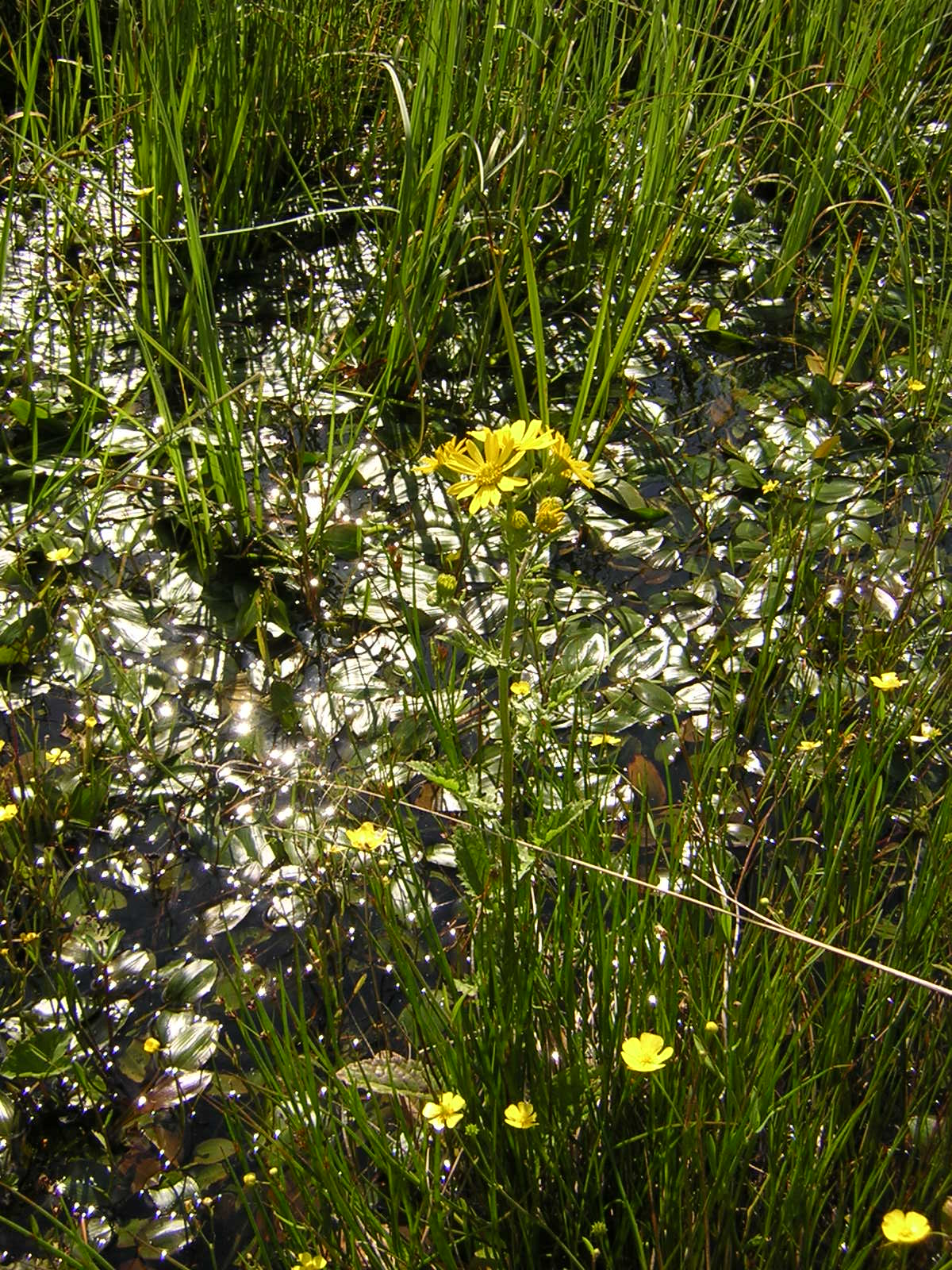